# カルロス・ベラスコ・カルバージョ
カルロス・ベラスコ・カルバージョ（スペイン語: Carlos Velasco Carballo、1971年3月16日 - ）はスペイン・マドリード出身 のサッカー審判員である。彼は2004年よりスペインの国内最上位リーグであるプリメーラ・ディビシオンで審判員を務めている他、2008年よりFIFAの国際審判員として国際試合でも審判を務めている。彼はダブリンで行われたUEFAヨーロッパリーグ 2010-11の決勝戦、FCポルト対SCブラガの審判を務めた。
2011年12月20日、UEFAは彼をUEFA EURO 2012の主審12人の一人に指名した。彼はワルシャワで行われたUEFA EURO 2012の開幕戦、サッカーポーランド代表対ギリシャ代表の主審を務めたが、前半でギリシャのDFソクラティス・パパスタソプーロスにレッドカードを提示して退場処分に、後半にはポーランドのGKヴォイチェフ・シュチェスニーに退場処分を下すなど不安定なジャッジを行ったことから試合後に批判を浴びた。